# Església de Sant Miquel de Pera
L'Església de Sant Miquel de Pera és un edifici del municipi de Montagut i Oix (Garrotxa) inclosa en l'Inventari del Patrimoni Arquitectònic de Catalunya.

## Descripció
L'antiga església parroquial del poble de Pera és una construcció romànica del segle xii, modificada en gran part en època més avançada. La volta de la seva nau és apuntada i l'absis, a llevant, es va suprimir al segle xvii o XVIII i en el seu lloc es bastí la sagristia. A migjorn hi ha un fris amb mènsules, cornisa i una construcció annexa, així com una renglera de nínxols adossats als murs i la porta d'entrada, sota porxo, amb l'arcada ornada amb diverses boles. A ponent hi ha el campanar d'espadanya de doble obertura, convertit posteriorment en torre.

## Història
L'església de Sant Miquel de Pera ve esmentada en un document de l'any 1228, on consta que Alemanda de Sales prestà homenatge a favor de Guillem, bisbe de Girona, pels feus que tenia en la parròquia per compte de l'església gironina. Se la cita en el testimoniatge com a "Sancti Michaelis de Piru", denominació que es manté durant el segle xiv, segons consta en documents dels anys 1348 i 1362. Ve anotada com a "Sancti Michaelis de Pera" en les sinodals de la diòcesi gironina de l'any 1691.